# Megastigmus spermotrophus
Megastigmus spermotrophus är en stekelart som beskrevs av Wachtl 1893. Megastigmus spermotrophus ingår i släktet Megastigmus och familjen gallglanssteklar. Arten är reproducerande i Sverige. Inga underarter finns listade i Catalogue of Life.